# Margarita Zatzkin
Margarita Zatzkin (Odesa, mayo de 1883 / Rosario, abril de 1927) fue la primera farmacéutica (1906) y la primera médica cirujana (1909) egresada de la Universidad Nacional de Córdoba (UNC), Argentina.

## Vida
Nacida en Odesa, en aquella época bajo dominio imperial ruso (actual Ucrania), llegó a Argentina junto a sus padres en 1891 con 7 años como una inmigrante judía analfabeta, siendo la primera extranjera en exigir su aceptación como alumna regular en el Colegio Nacional de Monserrat; donde se recibió de bachiller en 1902.
Boris Blank relata en su libro "Monseñor Pablo Cabrera y Margarita Zatzkin, la hebrea" la azarosa vida de Margarita que huyó de los progroms antisemitas de la Rusia zarista, pasando de la vida campesina al viaje en la bodega del vapor Petrópolis, en condiciones insalubres, para ser acogidos en Moisés Ville por sus paisanos judíos, en un breve paso antes de radicarse en Córdoba.

## Sus estudios universitarios
Obtuvo su título de farmacéutica con solo 22 años en 1906 y tres años el de medicina. Su admiración por Noé Yarcho, el médico de los pobres colonos judíos radicados en Entre Ríos, había originado en ella la vocación por la medicina
Margarita presentó en 1909 su tesis doctoral en el área ginecológica. Desde entonces y hasta 1927 en Córdoba egresaron cinco médicas cirujanas más: Amparo Lafarga, Isabel Rodríguez, Rosa Racowsky, Marina Capelloni y Rosa Nava.
Están documentadas las dificultades de Zatzkin en su carrera universitaria, destacándose la discriminación que sufrió igual que las primeras mujeres que estudiaron Medicina, por parte de compañeros y por las autoridades que indicaban clases separadas según el sexo y que por ejemplo tapaban los órganos sexuales al estudiar cuerpos masculinos.
En 1910 se traslada a Rosario junto a su marido, el doctor Elías Fernández de la Puente para establecerse como farmacéutica. Este fue un notorio masón que fundó la Escuela Normal II, en esa ciudad.

## Similitudes con otras historias
La historia de Margarita es parecida a las historias de Cecilia Griergson, Elvira Rawson Guiñazú, Petrona Eyle, Teresa Ratto, Julieta Lanteri o Alicia Moreau, que fueron médicas egresadas entre 1889 y 1914 de la Universidad de Buenos Aires, inmigrantes o hijas nacidas a poco tiempo de radicarse sus padres inmigrantes. Todas dedicadas a la especialidad de ginecología y a atender la salud de las mujeres.
A fines del siglo XIX, existían dos universidades en Argentina, la de Córdoba y la de Buenos Aires con facultades de medicina, derecho y ciencias naturales en la primera y, en la segunda, además filosofía y letras. En un comienzo, muy pocas mujeres ingresaron a la universidad, inclinadas en general a la medicina, la obstetricia o la farmacia.
En la Universidad Nacional de Córdoba (UNC),  en esa época a las mujeres les “permitían” estudiar para ser parteras y luego médicas. Habilitación que tiene su fundamento en la continuidad de las funciones de cuidado y asistencia atribuidas a las mujeres en general y en relación con el rol asignado a las mujeres por la sociedad patriarcal: la maternidad.